# Leonardo Yáñez Romo
Leonardo Yáñez Romo (2 de abril de 1907, Cananea Sonora - 9 de marzo de 1993, Douglas Arizona) fue un compositor de música mexicana como boleros, polcas, valses y corridos para 100 piezas, además de ser músico y cantante en diversos conjuntos musicales regionales del noreste de Sonora. "El Nano" era su apodo.

## Primeros años
Sus progenitores fueron Teresa Romo de Aconchi Sonora y el trabajador de mina Francisco Yáñez Esquer de Banámichi Sonora. Quedó huérfano de madre cuando niño, por una bala perdida en tiempos de la Revolución Mexicana. Su padre y sus hermanas Anita, María de Jesús e Isabel se responsabilizaron de su formación auxiliados por su tía Francisca.
En su adolescencia asistió a la educación secundaria y a la vez, trabajó como leñero y auxiliar en labores del campo. A los 15 años, una de sus hermanas lo llevó al pueblo de Jackson California, donde permaneció por 3 años. De ahí se trasladó al pueblo, Superior en Arizona donde trabajó en labores como minero, donde tras un accidente con una astilla de una barrena, se lastimó el ojo, el cual perdió.
Regresó a México a Nacozari, Sonora, donde se inscribió a estudiar música con el compositor Silvestre Rodríguez, donde aprendió a leer música y tocar violín, con sus maestros Lito Urquijo de Esqueda Sonora y Pastor Encinas. Fue condiscípulo de Manuel S. Acuña.
Se trasladó a Esqueda Sonora donde se casó y vivió hasta el 19 de marzo de 1943, para luego mudarse a Agua Prieta Sonora. Al igual que su tía apoyó su desarrollo, a El Nano, le tocó apoyar a sus sobrinos, huérfanos: Raúl, Rosalino, Rosa Delia y Rosita. Radicó en San Diego y Sacramento California; en su adultez emigró como residente a Estados Unidos para radicar en Douglas Arizona hasta su muerte. 

## Músico Compositor

### Músico.
Leonardo fue un virtuoso de la música, pues además del violín tocaba otros 9 instrumentos, como el banjo, saxofón, trompeta, guitarrón, saxofón alto, clarinete, viola, contrabajo y el piano, que era el que utilizaba para componer sus canciones. 
Trabajó en múltiples conjuntos musicales de diferentes tipos. Primero participó con la “Orquesta de los Hermanos Romero” para luego tocar con el “Grupo de Jazz Hermanos Ruiz”, la “Orquesta Esqueda” de los Hermanos Urquijo, "Orquesta Azteca", "Orquesta Habana", "Orquesta rítmica Cecilia", “Mariachi Sonorense”, "Mariachi Arballo", "Mariachi Copa Cabana", “Mariachi Sonora” y Grupo Tropical “Camagüey”, "Los pajaritos", "Grupo Amor y fe" con Alejandro Ávalos. Dirigió la Banda de música "Municipal de Agua Prieta". Cantó hasta sus últimos días en diferentes escenarios.

### Compositor
Leonado compuso y registró ante la Sociedad de Autores y Compositores de México, aproximadamente 100 canciones, siendo la primera en 1929, “Para hacerme sufrir”; de ahí siguieron otras como “En un día feliz” para la fiesta de la Candelaria, el Vals “María de Lourdes” (para su nieta) y otro vals “Rosa Amelia”; "Canto a Cananea", los corridos "El corrido de Bacerac", “El Moro de Cumpas", (Gilberto “Sahuaripa” Valenzuela),“El Tío Juan”, (Antonio Aguilar) “Dos caballos famosos”, "El final de dos caballos", “No me hagas menos”, (Vicente Fernández), "Mi despedida" (David Záizar),"Dos copas de Champagne", "Bellísima quinceañera", La marcha "Adiós a la escuela", "Aunque me juzguen loco", "El guante", *La caguama topillera", "Morena de ojos traidores", "Cuando un amor se va", "El traguito", "El mojado mafioso", "El final de un gran amor", "El túnel de Agua Prieta", "El plebeyo", "mirar de tus ojos", "El membrillo", "La ausencia hace sufrir" y otras.
Varias de ellas fueron interpretados por grandes cantantes de la música mexicana como Lucha Villa, Los Rieleros del Norte, El Mimoso y otros, como Antonio Aguilar quien llevara al cine la historia del corrido “El Moro de Cumpas”, donde Leonardo participó en la película, actuando como el que dio el Santiago en la carrera.

## Reconocimientos
Leonardo obtuvo varios reconocimientos, entre ellos:
- Premio ganador al compositor de corridos en Universidad de Arizona.
- Por el Moro de Cumpas Arturo Durazo Moreno, le otorgó un reconocimiento.
- Se le nombró “Sonorense distinguido” por el Gobierno del Estado de Sonora, durante el gobierno de Manlio Fabio Beltrones.
- La Universidad de Arizona después nombró al concurso “Leonardo Yáñez”.[10]

## Vida Familiar
Se casó con Socorro Vargas Andrade de Esqueda Sonora el 14 de agosto de 1931. Tuvieron a 8 hijos en Esqueda: Edosilda, Arturo, Rodolfino, Graciela, Ernesto, Leonardo, Abelardo y Teresita y 3 más en Agua Prieta: Armando, Irma e Hilda.